# Kors Monster
Korstiaan (Kors) Monster (Hekelingen, 27 december 1918 – Rome, 15 mei 1978) was een Nederlands componist, muziekpedagoog, dirigent en pianist.

## Familie
Hij was zoon van Jacob Monster en Bastiaantje Maaskant. Vader was benevens caféhouder ook oprichter en dirigent van muziekvereniging TOGIDO. Hij was getrouwd met een van zijn leerlingen Noor Coolhaas, dochter van de professor Caspar Coolhaas (Landbouw Hogeschool Wageningen) en Erlandina Johanna Kruisman. Janna Leonora Coolhaas (1923-2008) gaf zelf pianoles en was muziekrecensent.

## Levensloop
Ondanks dat hij in Hekelingen geboren werd, wordt hij algemeen beschouwd als een Dordtenaar, omdat hij het overgrote deel van zijn leven in die stad woonde en werkte. De eerste muzieklessen volgden thuis. Hij verving al op jonge leeftijd regelmatig zijn vader, die dirigent was van de plaatselijke fanfare en het koor. Op deze manier vonden zijn banden met de blaasmuziek hun wortels. Monster studeerde drie jaar aan het Rotterdams Conservatorium bij onder anderen Anton Kaltwasser (piano) en Piet Ketting (orkestdirectie en compositieleer). Met een schriftelijke aanbeveling van Willem Pijper werd hem een studiebeurs ter beschikking gesteld en hij kon ermee in Parijs bij Marcel Crampi zijn studies voortzetten. Toen is zijn affiniteit voor de composities van Claude Debussy, Maurice Ravel en vooral Albert Roussel verder ontwikkeld. Vlak voor het uitbreken van de Tweede Wereldoorlog keert hij naar Nederland terug.
Na zijn studies in Rotterdam en Parijs werd hij in 1942 benoemd tot pianoleraar aan de Toonkunstmuziekschool te Dordrecht. In 1946 wordt Monster benoemd tot hoofdvakdocent piano aan het Muzieklyceum te Amsterdam. Hij leidde er onder meer de componist Kees Vlak op.
Hij gaf ook privé pianoles en was verder dirigent van het gemengd koor "Kunst na Arbeid" Dordrecht, het "Dordrechtsch Fanfarecorps" en het harmonieorkest "De Bazuin" Dordrecht, maar ook componist, pianist en muziekleraar aan diverse Dordtse scholen. Verder was hij dirigent van allerlei koren en orkesten in Bergen op Zoom, Roosendaal, Prinsenbeek en Kaatsheuvel
Voor de opening van het door componist, musicus en stadsarchitect Dirk Hol ontworpen nieuwe stadskantoor in 1969 had Monster het werk Stad in beweging gecomponeerd, dat toen door de Dordrechtsche Orchest-Vereeniging in première ging. Als componist schreef hij werken voor zijn blaasorkesten, maar ook voor koren en voor een van zijn meest geliefde instrumenten, de beiaard.

## Eerbetoon
Hij was ridder in de Orde van Oranje-Nassau. Dordrecht kent het "Kors Monsterpad", Hekelingen heeft de "Kors Monsterstraat", beide naar hem vernoemd.
Samen met schrijver Cees Buddingh, verzetsman Aart Alblas en illustrator Otto Dicke vormde hij de in 2018 herdachte "Vier zonen van Dordrecht", vier “Dordtenaren” geboren in 1918, hetgeen in 2019 weer leidde tot herdenken van de "Dochters van Dordrecht".

## Composities

### Werken voor orkest
- 1968 Stad in beweging, symfonische suite voor orkest

### Werken voor harmonie- en fanfareorkest
- 1957 Drie dansen, voor harmonie- of fanfareorkest
- 1957 St. Nicolaassuite
- 1958 Hymne aan de zee, symfonisch gedicht voor harmonieorkest of fanfareorkest (gecomponeerd in herinnering aan zijn moeder)
- 1958 Willem van Oranje - suite naar motieven uit "Valerius Gedenckclanck", voor harmonie- of fanfareorkest (Opgedragen aan de vader van de componist)
- 1961 Dorp in de zomer, voor harmonie- of fanfareorkest
  1. In de Polder, waar onder andere "het oude haventje met wuivendriet";
  2. Wandeling langs de rivier;
  3. Een feestdag
- 1976 Malaguena

### Vocale muziek

#### Werken voor koor
- 1954 Boerengezelschap, voor gemengd koor - tekst: Gerbrand Adriaensz. Bredero
- 1954 Deuntje, voor gemengd koor - tekst: Pieter Corneliszoon Hooft

### Kamermuziek
- Sonate, voor viool en piano

### Werken voor beiaard
- 1969 Toccata "The devil in the Belfry"
- 1969 Toccata (opgedragen aan Jaap van der Ende)
- 1970 Interlude
- 1975 Dierensuite op teksten van Jules Renard en Cornelis Buddingh'
  1. De Kwikstaart (Capriccioso)
  2. Vleermuizen (Notturno)
  3. Het Parelhoen (Vehemente)
- 1972-1978 Beiaardsymfonie "De Vier Jaargetijden"
  1. Herfstweemoed (1975-1976) 'Mélancholie D'Automne'
  2. Winter (1975-1978) 'L'Hiver'
  3. Lente (1977) 'Entre Cloches', "Musique de Printemps pour Carillon" d'après Maurice Ravel
  4. Zomers Rondo (1972-1977) 'Ronde D'Été'
- 1977 Le Printemps